# Хонгконг на Светском првенству у атлетици у дворани 2018.
Хонгконг је четрнаести пут учествовао на 17. Светском првенству у атлетици у дворани 2018. одржаном у Бирмингему од 1. до 4. марта. Репрезентацију Хонгконга представљао је један атлетичар који се такмичио у трци на 60 метара препоне.,
На овом првенству такмичар из Хонгконга није освојио ниједну медаљу нити је остварио неки разултат.

## Учесници
Мушкарци:
- Ванг Фунг Чеунг — 60 м препоне

## Резултати

### Мушкарци
| Атлетичар       | Дисциплина   | Лични рекорд | Квалификација | Квалификација | Полуфинале           | Полуфинале           | Финале               | Финале       | Детаљи |
| Атлетичар       | Дисциплина   | Лични рекорд | Резултат      | Место         | Резултат             | Место                | Резултат             | Место        | Детаљи |
| --------------- | ------------ | ------------ | ------------- | ------------- | -------------------- | -------------------- | -------------------- | ------------ | ------ |
| Ванг Фунг Чеунг | 60 м препоне | 7,85 НР      | 8,06          | 7. у гр. 4    | Није се квалификовао | Није се квалификовао | Није се квалификовао | 35 / 37 (38) |        |